# Sericosura mitrata
Sericosura mitrata is een zeespin uit de familie Ammotheidae. De soort behoort tot het geslacht Sericosura. Sericosura mitrata werd in 1944 voor het eerst wetenschappelijk beschreven door Gordon. 